# Festival de la Cançó d'Eurovisió 1961
El VI Festival de la Cançó d'Eurovisió fou retransmès el 18 de març de 1961 en Canes, França. La presentadora era Jacqueline Joubert, i la victòria va ser per al representant de Luxemburg Jean-Claude Pascal amb la cançó "Nous les amoureux".
Aquesta va ser l'edició en què va debutar Espanya, junt amb Iugoslàvia i Finlàndia, marcant una xifra de rècord fins a la data de 16 països participants.

## Final
| Núm. | País                | Intèrpret(s)       | Cançó                        | Posició | Pts |
| ---- | ------------------- | ------------------ | ---------------------------- | ------- | --- |
| 01   | Espanya             | Conchita Bautista  | Estando contigo              | 9       | 8   |
| 02   | Suècia              | Lill-Babs          | April, april                 | 14      | 2   |
| 03   | Països Baixos       | Greetje Kauffeld   | Wat een dag                  | 11      | 6   |
| 04   | Dinamarca           | Dario Campeotto    | Angelique                    | 5       | 12  |
| 05   | Bèlgica             | Bob Benny          | September, gouden roos       | 15      | 1   |
| 06   | Iugoslàvia          | Ljiljana Petrović  | Neke davne zvezde            | 8       | 9   |
| 07   | Mònaco              | Colette Deréal     | Allons, allons les enfants   | 10      | 6   |
| 08   | Itàlia              | Betty Curtis       | Al di là                     | 6       | 12  |
| 09   | Alemanya Occidental | Lale Andersen      | Einmal sehen wir uns wieder  | 13      | 3   |
| 10   | Noruega             | Nora Brockstedt    | Sommer i Palma               | 7       | 10  |
| 11   | Luxemburg           | Jean-Claude Pascal | Nous les amoureux            | 1       | 31  |
| 12   | Àustria             | Jimmy Makulis      | Sehnsucht                    | 15      | 1   |
| 13   | Regne Unit          | The Allisons       | Are You Sure?                | 2       | 24  |
| 14   | Finlàndia           | Laila Kinnunen     | Valoa ikkunassa              | 11      | 6   |
| 15   | Suïssa              | Franca Di Rienzo   | Nous aurons demain           | 3       | 16  |
| 16   | França              | Jean-Paul Mauric   | Printemps (Avril carillonne) | 4       | 13  |